# Andrachne aspera
Andrachne aspera là một loài thực vật có hoa trong họ Diệp hạ châu. Loài này được Spreng. mô tả khoa học đầu tiên năm 1826.